# Teratoscincus roborowskii
Teratoscincus roborowskii is een hagedis die behoort tot de gekko's en de familie Sphaerodactylidae.

## Naam en indeling
De wetenschappelijke naam van de soort werd voor het eerst voorgesteld door Jacques von Bedriaga in 1906. De soortaanduiding roborowskii is een eerbetoon aan de Russische legerkapitein en natuuronderzoeker Vsevolod Ivanovitch Roborovski (1856 – 1910). De soort kan een lengte bereiken van 13 cm.

## Verspreiding en habitat
De soort komt voor in delen van Azië en leeft endemisch in China. De habitat bestaat uit gematigde scrublands en gematigde woestijnen. De hagedis is aangetroffen op een hoogte van zeeniveau tot 400 meter boven zeeniveau.

## Beschermingsstatus
Door de internationale natuurbeschermingsorganisatie IUCN is de beschermingsstatus 'veilig' toegewezen (Least Concern of LC).